# Oenosaurus
Oenosaurus ist eine ausgestorbene Gattung der Sphenodontidae aus dem ausgehenden Jura Europas. Die Überreste der einzigen Art, Oenosaurus muehlheimensis, stammen aus den Mörnsheimer Schichten im südlichen Deutschland. Sie zeigen neben für moderne und ausgestorbene Sphenodontidae typischen Schädelmerkmalen eine spezialisierte Bezahnung, die wahrscheinlich dem Knacken von Schnecken- und Muschelgehäusen diente. Oenosaurus lebte in einer feuchtwarmen Insellandschaft am Rande der Tethys und verschwand möglicherweise gegen Ende des Juras zusammen mit dem Archipel.
Das bislang einzige bekannte Fossil der Tiere, ein Schädel mit Unterkiefer, wurde 2009 in einem Steinbruch bei Mühlheim, im oberbayerischen Landkreises Eichstätt, gefunden und 2012 von einer Gruppe Paläontologen um Oliver Rauhut beschrieben. Oenosaurus ist nahe mit den rezenten neuseeländischen Brückenechsen (Sphenodon) verwandt und ist Teil der weltweit verbreiteten Gruppe der Sphenodontia.

## Merkmale

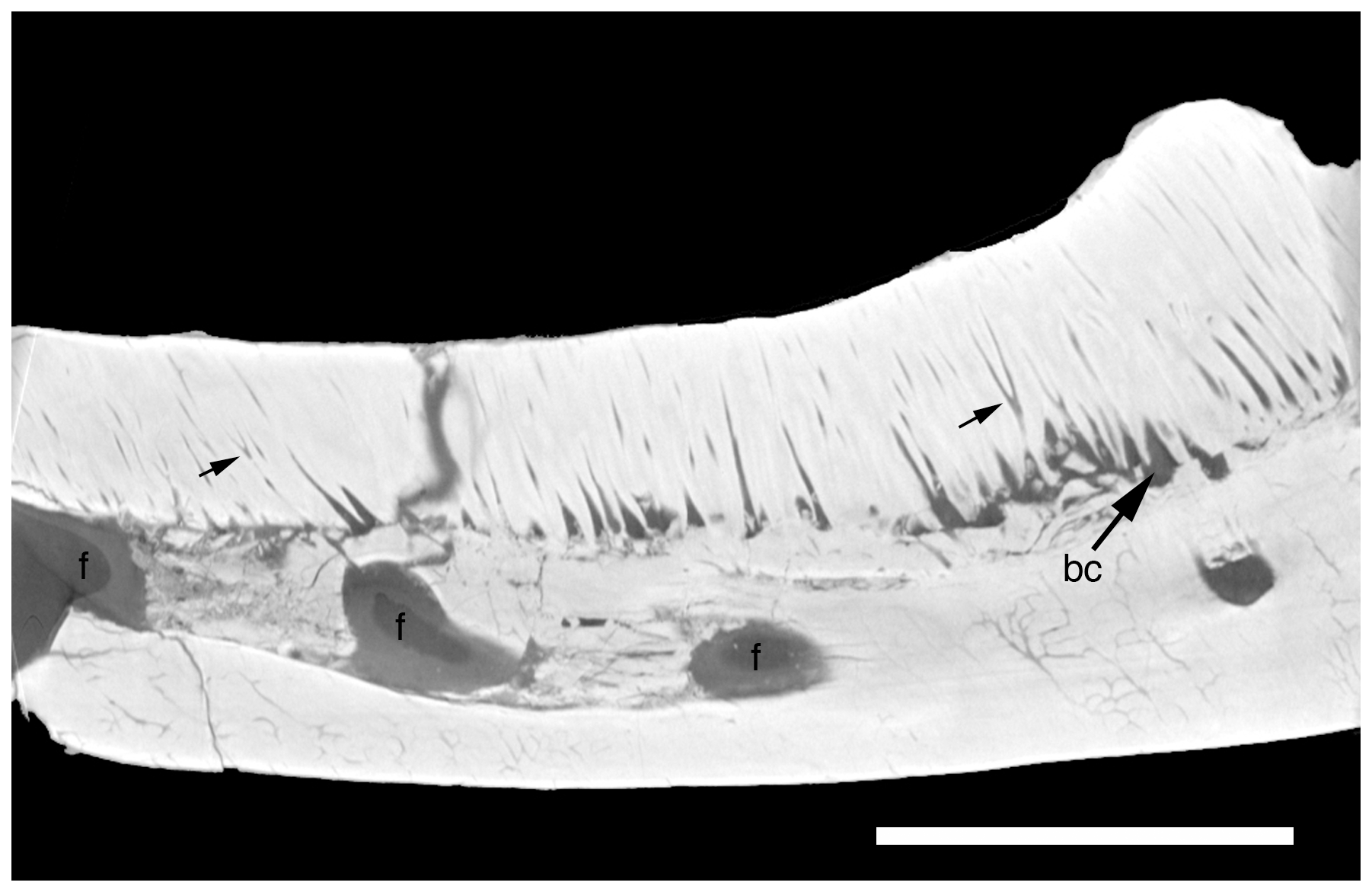
Unterkiefer von Oenosaurus. Die dicht hintereinander geschichteten, plattenförmigen Zähne sind ein Alleinstellungsmerkmal der Gattung unter den Sphenodontidae. (Länge des Maßstabsbalkens: 5 mm)

Der Schädel von Oenosaurus war vergleichsweise robust, in Aufsicht dreieckig geformt und wohl rund 28 mm lang und breit. Sein 33 mm langes Unterkiefer war mit einer Reihe dicht geschichteter, plattenförmiger Zähne besetzt, die eine durchgängige Schicht auf den Kieferknochen bildeten. Die Zahnplatten bestanden aus verschmolzenen, zylinderförmigen Zahnnadeln. Sie wurden nicht durch regelmäßigen Zahnwechsel ersetzt, sondern wuchsen wohl das ganze Leben über weiter, um ihrer Abnutzung entgegenzuwirken. Diese Art der Bezahnung ist für Sphenodontidae ebenso untypisch wie für andere Landwirbeltiere. Sie tritt in ähnlicher Form nur bei Lungenfischen und Kurznasenchimären auf. Über das Rumpfskelett der Gattung ist wegen fehlender Fossilfunde nichts bekannt.

## Fundort, Fossilmaterial und Stratigraphie

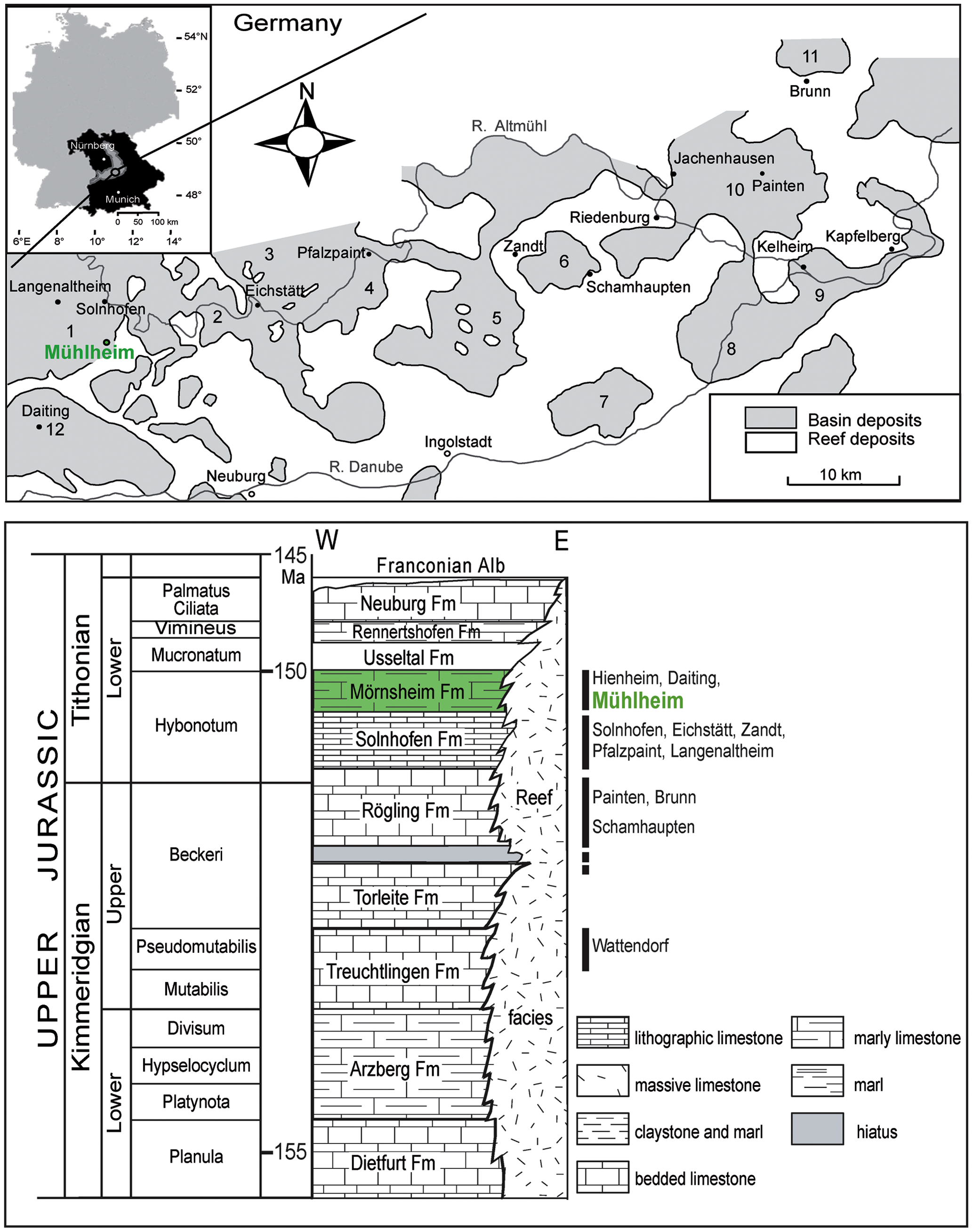
Geographische und stratigraphische Lage der Typlokalität von Oenosaurus

Die ersten und bisher einzigen Überreste von Oenosaurus, ein teilweise erhaltener Schädel mit Unterkiefern (Inventarnummer BSPG 2009 I 23), wurden 2009 in einem Steinbruch nahe Mühlheim in Süddeutschland gefunden. Sie stammen aus den spätjurassischen Mörnsheimer Schichten der Fränkischen Alb, einer Gesteinsformation, die neben Plattenkalken auch Kalkmergel mit einschließen. Die Oenosaurus-Fossilien entstammen dem Mittelbereich der Mörnsheimer Schichten, einer Mergelzone, die über einer Kalkbank liegt. Die Zone hat ein Alter von rund 150 Millionen Jahren und korreliert zeitlich mit der Hybonotum-Zone des unteren Tithoniums.

## Ökologie
Die Fränkische Alb war zu Lebzeiten von Oenosaurus ein Archipel in einer relativ seichten Tethys-Region. Das Habitat der Echsen waren wohl flache Küsten- oder Lagunenlandschaften, die von feuchtwarmem Klima geprägt waren. Die Bezahnung der Tiere und ihre robusten Kiefer legen eine Ernährung von beschalter tierischer Nahrung nahe. Sie eignete sich zum Knacken harter Schalen, es ist aber unklar, um welche Beutetiere es sich gehandelt haben könnte. Aufgrund der mangelhaften Fossillage lässt sich nicht sagen, ob Oenosaurus aquatisch oder terrestrisch lebte und ob somit eher Landschnecken und Insekten oder Muscheln und Krabben als Beute in Frage kommen. Für das Aussterben der Gattung wie auch anderer Sphenodontidae in der frühen Kreidezeit sind wohl vor allem Lebensraum- und Klimaveränderungen verantwortlich. Im Bereich des süddeutschen Archipels trat dieser Wandel in Form von Verlandung des Flachmeeres in Erscheinung.

## Systematik und Taxonomie
Die Erstbeschreibung von Oenosaurus erschien 2012 im Fachjournal Plos One. Die Autoren Oliver Rauhut, Alexander Heyng, Adriana López-Arbarello und Andreas Hecker wählten den Gattungsnamen Oenosaurus (griechisch „oinos“ für Wein, „sauros“ für Echse) nach eigenen Angaben in Anlehnung an „die Fränkische Alb, ein bedeutendes Weinbaugebiet“; das Artepitheton muehlheimensis bezieht sich auf den Fundort der Fossilien.
Eine Analyse der osteologischen Feinmerkmale von Oenosaurus und 20 weiterer Taxa durch die Autoren ergab, dass die Gattung relativ nahe mit den rezenten Brückenechsen Neuseelands (Gattung Sphenodon) verwandt ist. Sie ist das Schwestertaxon zweier in Mexiko entdeckter Gattungen, Cynosphenodon und Zapatodon. Alle drei Linien trennten sich wahrscheinlich im Unterjura voneinander. Während die ursprüngliche Ernährungsweise dieser Gruppe wohl mehr oder weniger omnivor war, spezialisierte sich Oenosaurus auf ein vergleichsweise enges Nahrungsspektrum. Da von Oenosaurus nur Schädelmaterial vorliegt, ist diese Einordnung aber noch mit einer gewissen Unsicherheit behaftet.